# تشارلي فرانك
تشارلي فرانك (27 يناير 1891 - 25 ديسمبر 1961) (بالإنجليزية: Charlie Frank)‏ هو لاعب كريكت جنوب أفريقي. شارك مع منتخب جنوب أفريقيا الوطني للكريكت. أما مع النوادي، فقد لعب مع Gauteng (cricket team) ‏.

## وصلات خارجية
- تشارلي فرانك على موقع إي آس بي آن كريك إنفو (الإنجليزية)